# La Femme de la brume
Pour plus de détails, voir Fiche technique et Distribution.
La Femme de la brume (朧夜の女, Oboroyo no onna) est un film japonais de Heinosuke Gosho sorti en 1936.

## Synopsis
Bunkichi et sa femme Okiyo dirigent un magasin de nettoyage de vêtements. Le couple, autour de la quarantaine, n'a pas d'enfant. Otoku, la sœur de Bunkichi, est veuve et élève seule son fils Seiichi. Elle travaille comme serveuse dans un restaurant et donne des cours de chant pour payer les études de droit de Seiichi. Son principal objectif dans la vie est la réussite de son fils.
Inquiète de voir Seichii passer trop de temps à lire des romans plutôt qu'à étudier ses cours de droit, elle en appelle à son frère Bunkichi pour lui parler et le raisonner. Bunkichi, figure paternelle pour son neveu, lui explique qu'il n'y a pas de mal à lire des romans mais qu'il ne doit pas pour autant négliger ses études et inquiéter sa mère. Seichii, un jeune homme réservé et timide, prend les conseils de son oncle à cœur.
Quelque temps plus tard, alors que Bunkichi entraine Seiichi dans une soirée particulièrement arrosée, Bunkichi reconnait en l'hôtesse de bar Teruko une geisha qu'il a connue sous le nom de Kotaro. Seiichi et Teruko font connaissance et se revoient en secret. Teruko tombe enceinte et Seichii pense pouvoir assumer la situation. Mais lorsque sa mère affolée lui demande qui est la fille avec laquelle il a été aperçu par une de ses collègues du restaurant, lui rappelant tous les sacrifices qu'elle a consentis pour lui, il nie en bloc et assure que tout ceci est une erreur.
Ne sachant que faire, Seiichi se tourne vers son oncle. Bunkichi demande à son neveu de ne rien révéler, il doit penser à sa mère et à son avenir. De retour chez lui, Bunkichi donne congé à ses employés et déclare à sa femme Okiyo qu'il a une maîtresse, que celle-ci est enceinte et l'implore d'accepter de recueillir dans leur foyer l'enfant à naitre. Okiyo est furieuse et il faut toute la force de persuasion d'Otoku vantant les joies d'avoir à élever un enfant pour faire accepter l'idée à Okiyo et réussir à rabibocher son frère et sa femme.
Otoku et Bunkichi prennent en charge l'installation de Teruko dans un nouvel appartement afin que la grossesse se passe au mieux. Seiichi de son côté revoit Teruko qui, bien que malheureuse de la situation, lui enjoint d'accepter le subterfuge de Bunkichi pour le bien de l'enfant et pour que Seiichi puisse finir ses études. Mais Teruko tombe malade, une infection du rein l'emporte et elle décède. Lors des funérailles, Seiichi vient pour prier Teruko et Bunkichi se démène pour éloigner son neveu en pleurs. Il ne supporte plus le mensonge et veut tout révéler mais encore une fois, son oncle le persuade de n'en rien faire et de penser à son avenir.

## Commentaire
Le titre Oboroyo no onna est difficile à traduire car il n'existe pas de mot équivalent en français à « oboroyo » qui signifie quelque chose comme « une nuit à la lune brumeuse ».

## Fiche technique
- Titre : La Femme de la brume[2],[3]
- Titre original : 朧夜の女 (Oboroyo no onna?)
- Réalisation : Heinosuke Gosho
- Assistant réalisateur : Iseo Hirukawa, Minoru Shibuya, Hideo Arai (ja)
- Scénario : Tadao Ikeda, d'après une idée de Heinosuke Gosho (crédité sous le nom de Gosho-Tei)
- Photographie : Jōji Ohara
- Décors : Takashi Kanasu
- Montage : Shin Mori
- Musique : Keizō Horiuchi (ja)
- Sociétés de production : Shōchiku
- Pays d'origine :  Empire du Japon
- Langue originale : japonais
- Format : noir et blanc — 1,37:1 — 35 mm — son mono
- Genre : drame
- Durée : 111 minutes
- Date de sortie :
  - Empire du Japon : 14 mai 1936[4]

## Distribution
- Toshiko Iizuka : Teruko / Kotaro
- Shin Tokudaiji : Seiichi

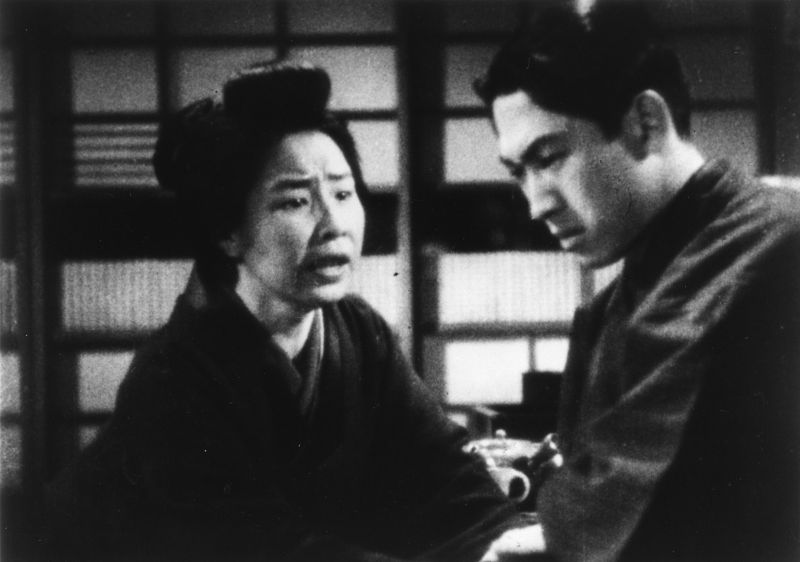
Scène du film avec Chōko Iida et Shin Tokudaiji.

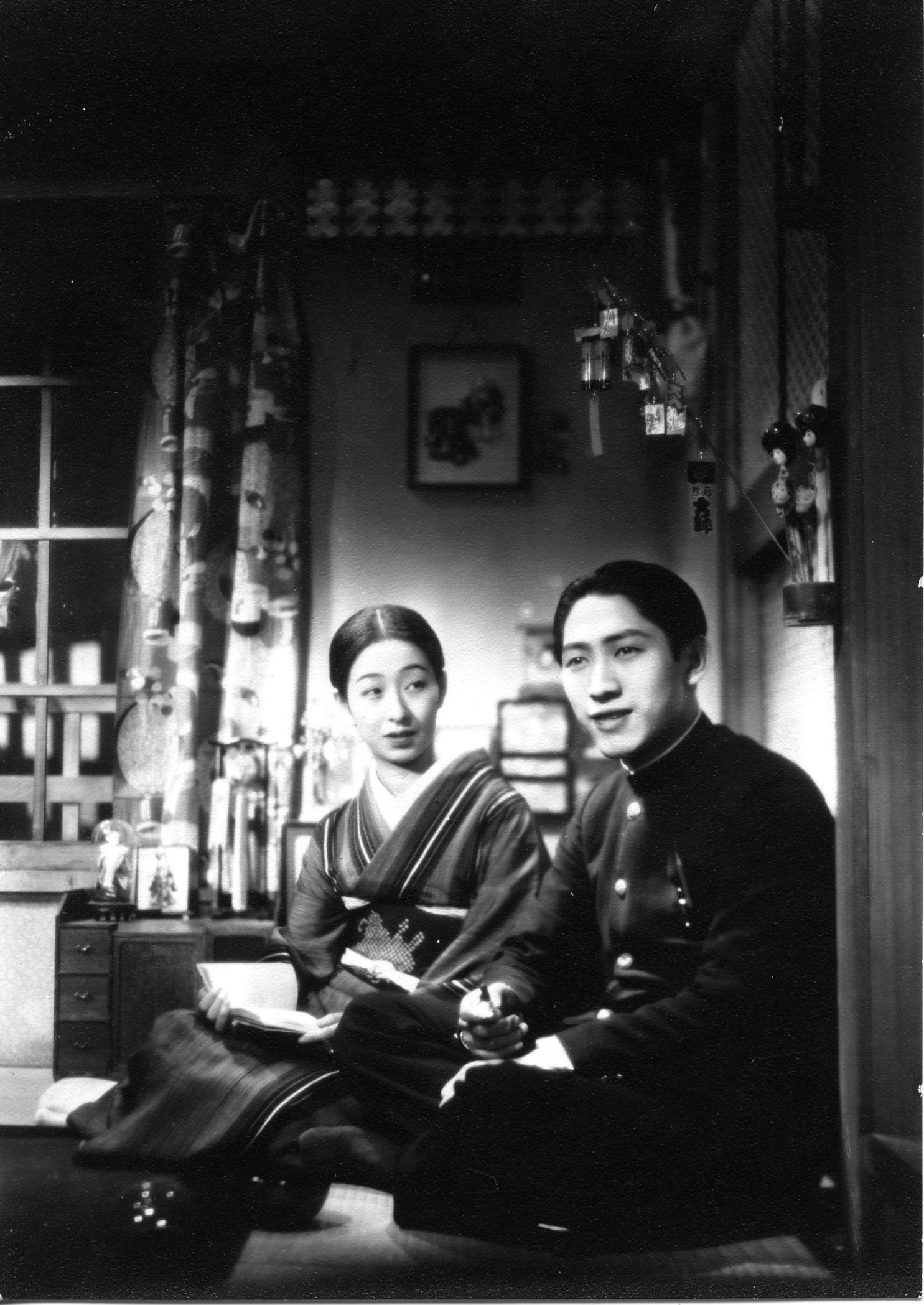
Scène du film avec Toshiko Iizuka et Shin Tokudaiji.

- Chōko Iida : Otoku, la mère de Seiichi
- Takeshi Sakamoto : Bunkichi
- Mitsuko Yoshikawa : Okiyo, la femme de Bunkichi
- Shin Saburi : le médecin
- Jun Arai : un voisin
- Reikichi Kawamura : un voisin
- Shoichi Nodera : un voisin
- Shōzaburō Abe : un étudiant
- Tsugurō Kanemitsu : un étudiant
- Tokuji Kobayashi : un étudiant
- Kenji Ōyama : un étudiant
- Kiyoshi Aono : un artisan
- Reikō Tani : un artisan
- Sadatake Ichiryūsai : un invité
- Ryōtarō Mizushima : le patron du restaurant
- Shizuko Esaka : une employée du restaurant
- Fumiko Okamura : une employée du restaurant
- Eiko Asami : une serveuse
- Yasuko Tachibana : une serveuse
- Setsuko Shinobu : une hôtesse de bar
- Kimiko Ōzeki : une servante